# Črnomelj
Črnomelj – miasto w Słowenii, siedziba gminy Črnomelj. W 2018 roku liczba ludności miasta wynosiła 5573 mieszkańców.
Jest położone w południowo-wschodniej części kraju, przy linii kolejowej Lublana – Karlovac i stanowi centrum kulturalne regionu Bela krajina.
Miejscowa gospodarka oparta jest na przemyśle drzewnym, maszynowym i spożywczym.